# Bicon luctuosus
Bicon luctuosus är en skalbaggsart som beskrevs av Holzschuh 2006. Bicon luctuosus ingår i släktet Bicon och familjen långhorningar. Inga underarter finns listade.